# Матусевич, Василий Александрович
Матусевич Василий Александрович (1863—1923) — офицер Российского императорского флота, участник Русско-японской войны, защитник Порт-Артура, Георгиевский кавалер. Участник Первой мировой войны, командовал отрядом Балтийского флота при Кавказской туземной конной дивизии, генерал-майор. Эмигрировал в Югославию.

## Биография
Матусевич Василий Александрович происходил из дворян Херсонской губернии. Родился 1 января 1863 года в многодетной семье капитана по Адмиралтейству Александра Иосифовича Матусевича (1815—1874) и его супруги Анны (Авдотьи) Степановны Лосевой (?-1888) — дочери чиновника 9-го класса для особых поручений, председателя главной строительной комиссии города Николаева Степана Лосева (1785—1853).
В службе с 1882 года. В 1888 году произведён в подпоручики. В 1900—1901 года участвовал в подавлении восстания боксеров в Китае, за что был награждён орденом Святой Анны 3-й степени с мечами и бантом и орденом Святого Станислава 2-й степени с мечами. В 1903 году переведён по Адмиралтейству из армии. 20 октября 1903 года произведён в штабс-капитаны по Адмиралтейству. На 20 апреля 1904 года — командир 9-й роты Квантунского флотского экипажа, которым в то время командовал его брат контр-адмирал Николай Александрович Матусевич.
Участник русско-японской войны. За храбрость и отличие в боевых действиях по обороне Порт-Артура был награждён орденами Святой Анны 2-й степени с мечами и Святого Владимира 4-й степени с мечами и бантом. Попал в японский плен. 5 ноября 1905 года вернулся во Владивосток из плена на транспорте «Владимир».15 октября 1907 года награждён орденом Святого Георгия 4-й степени.
С 28 октября 1910 года служил помощником начальника учебно-стрелковой команды Кронштадтского флотского экипажа. 26 ноября 1911 года был произведён в полковники по Адмиралтейству. Участник Первой мировой войны. С 20 августа 1915 по 1916 год командовал отрядом Балтийского флота при Кавказской туземной конной дивизии. Все офицеры и матросы поступали в этот отряд добровольно. 30 августа 1916 года на основании Высочайшего приказа по флоту и Морскому ведомству № 1623 полковник по адмиралтейству Матусевич, за отличие в делах против неприятеля был произведён в генерал-майоры.
20 июля 1917 года на основании приказа начальника обороны гирл Дуная № 1052 Матусевич вступил в должность начальника Сулинской группы и начальника гарнизона Сулины (Румыния), а с 17 октября того же года был зачислен в резерв чинов морского министерства (Приказ флоту и морскому ведомству № 244).
В декабре 1917 года генерал-майор по Адмиралтейству В. А. Матусевич был уволен от службы по болезни (Приказ № 87 от 07.12.1917 г.), но вскоре, учитывая революционную ситуацию в стране, принял решение участвовать в Добровольческой армии и Вооруженных силах Юга России (ВСЮР). С 1 ноября 1918 года он находился в Николаевском и Херсонском центре ВСЮР, 2 февраля 1919 года был утверждён в звании генерал-лейтенанта. В начале 1920-х годов эмигрировал в Югославию, где состоял в Обществе попечительства о духовных нуждах православных русских в Загребе.
Умер Василий Александрович Матусевич в Загребе 20 февраля 1923 года, где и был погребён 22 февраля.

## Награды
Генерал-майор Василий Александрович Матусевич был награждён орденами и медалями Российской империи:
- орден Святого Станислава 3-й степени (1899);
- орден Святой Анны 3-й степени с мечами и бантом (1901);
- орден Святого Станислава 2-й степени с мечами (6 августа 1902);
- орден Святой Анны 2-й степени с мечами (14. октября 1904);
- орден Святого Владимира 4-й степени с мечами и бантом (19 декабря 1905);
- орден Святого Георгия 4-й степени (15 января 1907);
- орден Святого Владимира 3-й степени (9 апреля 1914);
- серебряная медаль «В память царствования императора Александра III» (1896);
- медаль «За поход в Китай» (1901);
- серебряная медаль «В память русско-японской войны» (1906);
- светло-бронзовая медаль «В память 300-летия царствования дома Романовых» (1913);
- Крест «За Порт-Артур» (1914);
- светло-бронзовая медаль «В память 200-летия морского сражения при Гангуте» (1915).

Иностранные
- орден Чёрной звезды, офицерский крест (Франция, 1914)[1].

## Семья
Василий Александрович Матусевич был самым младшим в семье, у него было шесть сестер: Ольга (рожд. 1843), Александра (рожд. 1846), Клавдия (рожд. 1849), Мария (рожд. 1855), Юлия (рожд. 1860) и два брата:
- брат — Николай (1852—1912), вице-адмирал Русского императорского флота, участник русско-японской войны, командир Владивостокского порта, затем начальник Морских сил в Тихом океане.
- брат — Иосиф (1857—1905), капитан 2-го ранга, участник русско-японской войны, командир миноносца «Безупречный». Погиб в Цусимском сражении.

Василий Александрович Матусевич был женат на Евгении Яковлевне Табуриной — французской подданной, принявшей после замужества российское гражданство. Детей в семье не было.